# Гнуше
Гнуше (швед. Gnosjö) — містечко (tätort, міське поселення) на Півдні Швеції в лені Єнчепінг. Адміністративний центр комуни Гнуше.

## Географія
Містечко знаходиться у східній частині лена Єнчепінг за 330 км на південний захід від Стокгольма.

## Історія
Гнуше було поселенням у однойменній парафії і після муніципальної реформи 1862 року увійшов до складу ландскомуни Гнуше. Ця ландскомуна 1952 року була укрупнена за рахунок сусідніх. З 1971 року увійшла до складу комуни Гнуше.

## Герб ландскомуни
У 1954 року було розроблено герб для ландскомуни Гнуше: У зеленому полі п'ять срібних млинських коліс у три ряди (2:2:1), між ними — по срібній тонкій балці.
Після адміністративно-територіальної реформи, проведеної в Швеції на початку 1970-х років, муніципальні герби стали використовуватися лишень комунами. Цей герб був 1971 року перебраний для нової комуни Гнуше, 

## Населення
Населення становить 4 577 мешканців (2018). 

## Економіка
До побудови залізниці в ХІХ столітті мешканці Гнуше займалися сільським і лісовим господарством, поширеним був млинарський промисел. Індустралізація вплинула на появу підприємств деревообробки та машинобудування.

## Спорт
У містечку базується футбольний клуб Гнуше ІФ .

## Галерея

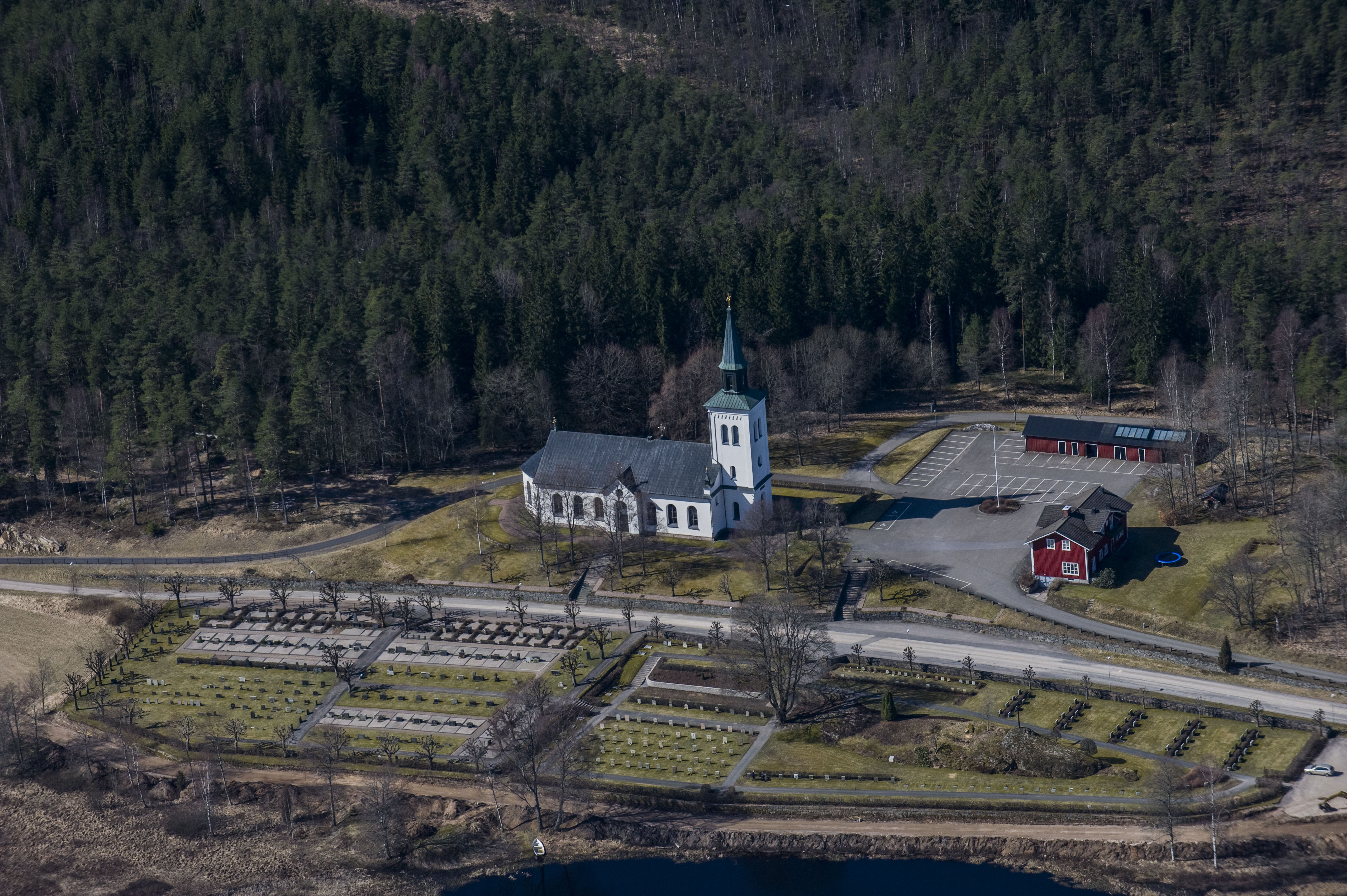
Церква
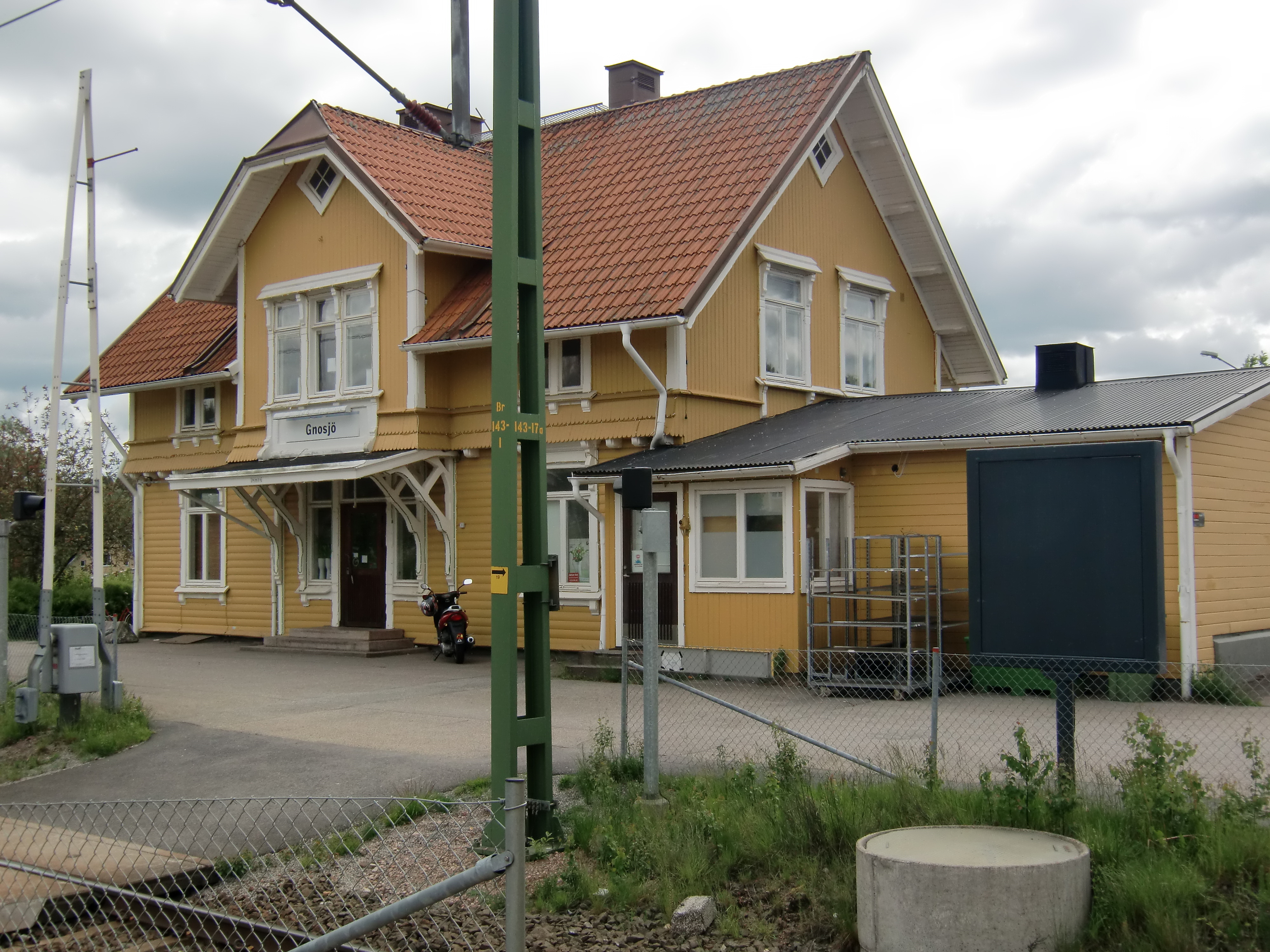
Залізнична станція
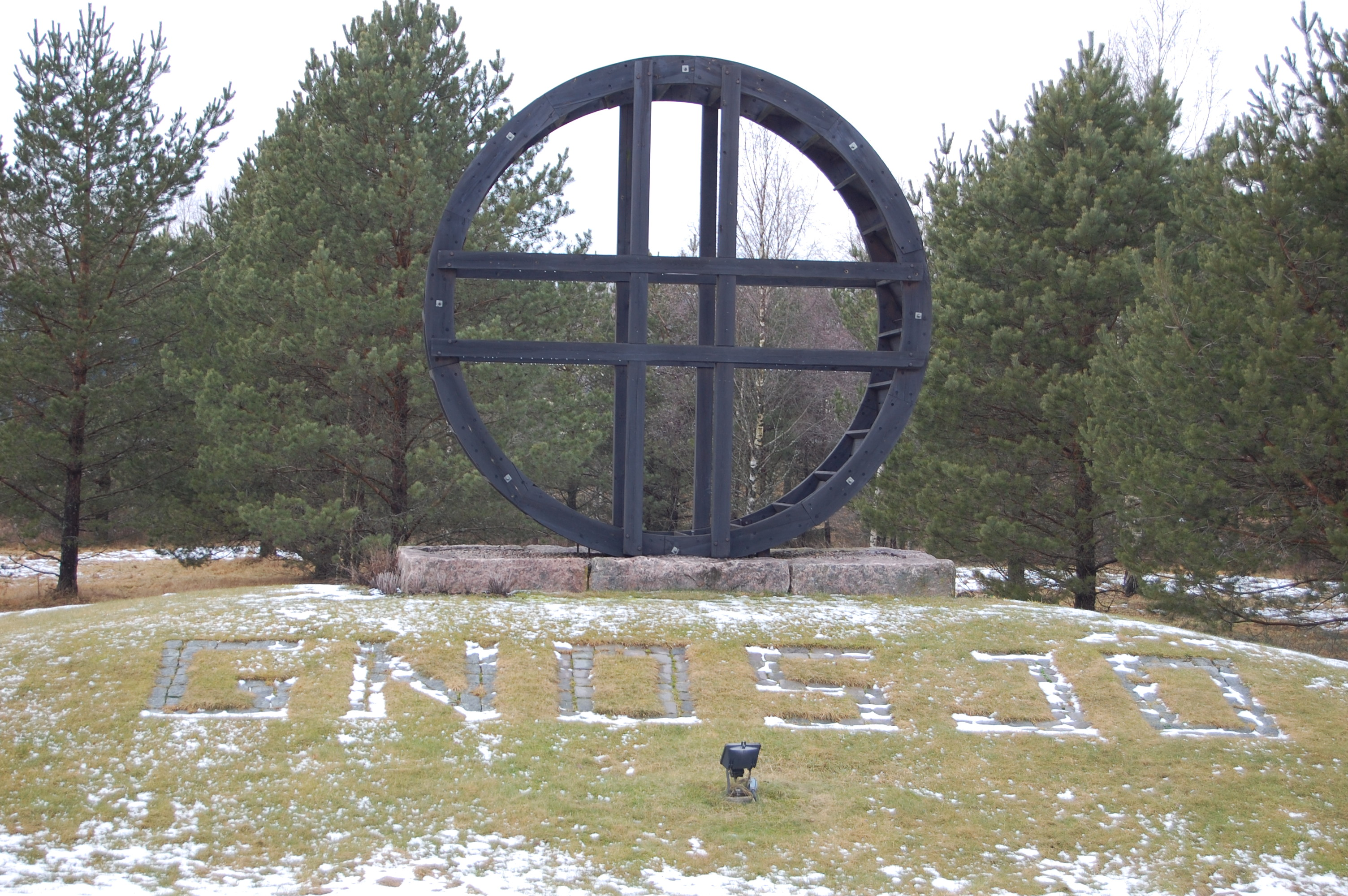
Млинське колесо

## Покликання
- Сайт комуни Гнуше [Архівовано 7 квітня 2016 у Wayback Machine.]